# Efter hemmelig ordre eller den er pingeling
Efter hemmelig ordre eller den er pingeling er en dansk stumfilm fra 1920, der er instrueret af Robert Storm Petersen (Storm P).

## Handling
Fortekst siger" Velkommen til Ping klubben". I starten en animation, som efterfølges af real optagelser af Storm P,. der blandt andet tegner pingviner i zoo. Man har forsøgt at lave en handling i filmen: Storm P. mødes med en mand, de går til zoo, mand mødes med Storm P. foran zoo, de gør nogle tegn med hænderne. Storm P. får et stykke papir, som senere leveres til mand af hund (måske Storm P's hund Grog).